# Acueducto de Zacatecas

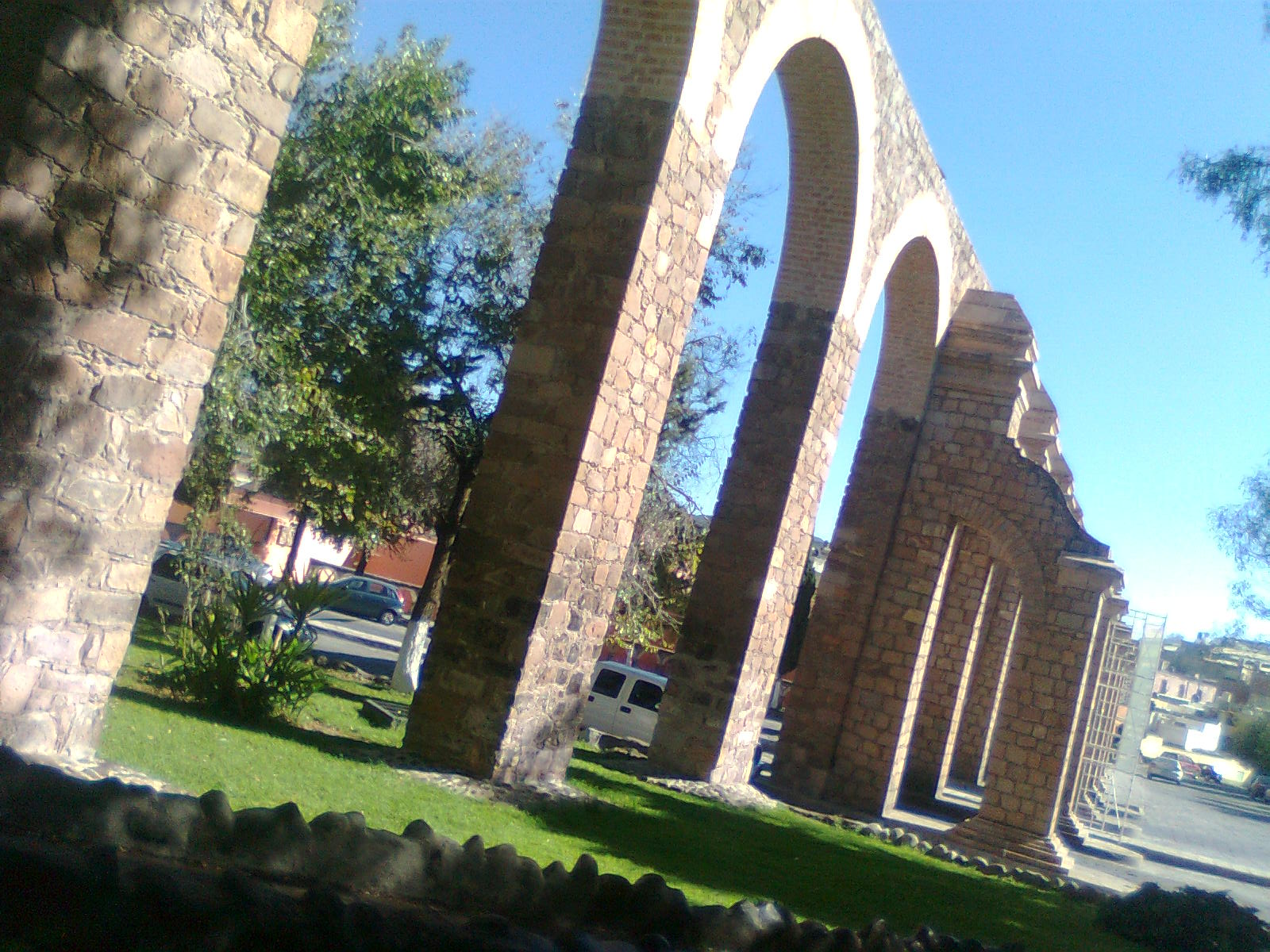
Acueducto de Zacatecas

Ubicado en Zacatecas, Zacatecas, México.
Se le conoce comúnmente como el "Acueducto Del Cubo". La obra se levantó en cantera rosa, que es muy común en el lugar, hacia finales del siglo XVIII, aunque se realizaron trabajos todavía en los albores del siglo XIX, iniciada la vida del México independiente. En el tramo que se ubica a la altura de lo que fue la Plaza de Toros San Pedro (ahora un lujoso hotel), se encuentran los arcos que subsisten de la obra, reforzados algunos de estos con contrafuertes.
El acueducto hacía llegar el vital líquido hasta el sitio donde se ubica el monumento al general Jesús González Ortega y de ahí hacia una pila de agua que se ubicaba en la Plaza Independencia, partiendo del tiro de la mina El Cubo, de ahí su nombre popular.
Se sabe que dejó de funcionar hacia el año de 1929. La parte que subsiste se conserva como uno de los ejemplos arquitectónicos que identifican a la ciudad.